# Тагиев, Алекпер
Алекпер Тагиев (азерб. Ələkbər Tağıyev; 28 апреля 1924, Гянджа — 16 апреля 1981, Баку) — азербайджанский композитор, автор популярных азербайджанских песен.

## Биография
Родился в 1924 году в Гяндже в многодетной малообеспеченной семье. Уже в 14 лет нужда заставила его устроиться на работу в секретариат судебных заседаний. Позже поступил во Всесоюзный заочный юридический институт, по окончании которого начал работать следователем в Гёйчае. Всего в органах прокуратуры проработал более 30 лет, дослужившись до должности начальника следственного отдела прокуратуры города Баку.

## Творчество
Уже с юных лет окружающие Алекпера люди замечали в нём музыкальные способности, но юноша избрал иной путь и занялся юриспруденцией. Однако отсутствие специального музыкального образования, не помешало ему в 1958 году сочинить свою первую песню «Гоншу гызы» («Соседка»), которая спустя год прозвучала в эфире Азербайджанского государственного телевидения в исполнении Зейнаб Ханларовой. Огромную помощь в становлении Алекпера Тагиева как композитора оказал известный музыкант Акиф Бакиханов. Впоследствии, Алекпер Тагиев сочинил около 2000 песен, большинство из которых хранятся нетронутыми в архиве сына композитора, и лишь более 200 песен были озвучены. Среди них такие известные и ставшие популярными песни, как «Арзу гызым» («Дочь моя, Арзу»), «Сене гурбан», «Истейирем герям сяни» («Хочу увидеть тебя»), «Сян Мушвигин йанында», «Сян гялмяз олдун» («Ты не пришла»). Его песни исполнялись такими известными азербайджанскими певцами, как Рашид Бейбутов, Шовкет Алекперова, Сара Гадимова, Рубаба Мурадова, Зейнаб Ханларова, Ислам Рзаев, Флора Керимова, Ниса Гасымова, Мамедбагир Багирзаде, Фаик Агаев.
Из-за отсутствия музыкального образования Алекбер Тагиев так и не был принят в ряды Союза композиторов Азербайджана, но, несмотря на это, по настоянию известных в то время азербайджанского дирижёра Ниязи и композитора Тофика Кулиева Тагиев был избран членом Музыкального фонда СССР.
К творчеству Алекпера Тагиева возвращаются по сей день, его песни вошли в репертуар не только азербайджанских певцов, но и исполнителей за пределами Азербайджана. Мелодия популярной песни композитора «Сян гялмяз олдун» в новой аранжировке была исполнена на балабане азербайджанским музыкантом Алиханом Самедовым в Турции и на нае известным молдавским наистом Константином Московичем, а также турецкой певицей Сибель Джан и российскими певицами Бьянка и Согдиана.

## Видеоссылки
- Песня «Сян гялмяз олдун» в исполнении Алихана Самедова.
- Песня «Сян гялмяз олдун» в исполнении Согдианы — «Вспоминай меня».
- Песня «Сян гялмяз олдун» в исполнении Фаика Агаева.

## Аудиоссылки
- Песня «Сян гялмяз олдун» в исполнении Алихана Самедова на балабане.
- Песня «Сян гялмяз олдун» в исполнении Бьянки. «Измена».
- Песня «Сян гялмяз олдун» в исполнении Согдианы — «Вспоминай меня».
- «Сян гялмяз олдун» в исполнении Насибы Абдуллаевой «Ты не пришел»